# 19. etape af Giro d'Italia 2024
19. etape af Giro d'Italia 2024 var en 157 km lang middel bjergetape med en samlet stigning på 2.850 m. Den blev kørt den 24. maj 2024 med start i Mortegliano og mål i Sappada.

## Resultater

### Etaperesultat
| \| Etaperesultat \| Etaperesultat \| Etaperesultat \| Etaperesultat \| Etaperesultat \| \| Rytter \| Rytter \| Hold \| Tid \| \| \| ------------- \| ------------------ \| -------------------------- \| ------------- \| ------------- \| \| 1. \| Andrea Vendrame \| Decathlon-AG2R La Mondiale \| 3t 51' 05" \| \| \| 2. \| Pelayo Sánchez \| Movistar Team \| + 54" \| \| \| 3. \| Georg Steinhauser \| EF Education-EasyPost \| + 1' 06" \| \| \| 4. \| Jhonatan Narváez \| Ineos Grenadiers \| + 2' 27" \| \| \| 5. \| Luke Plapp \| Team Jayco AlUla \| + 2' 27" \| \| \| 6. \| Simone Velasco \| Astana Qazaqstan Team \| + 2' 30" \| \| \| 7. \| Jan Tratnik \| Team Visma \\| Lease a Bike \| + 2' 30" \| \| \| 8. \| Michael Valgren \| EF Education-EasyPost \| + 2' 30" \| \| \| 9. \| Julian Alaphilippe \| Soudal Quick-Step \| + 2' 32" \| \| \| 10. \| Quinten Hermans \| Alpecin-Deceuninck \| + 3' 52" \| \| |                    |                            |            |
| |                    |                            |            |
| Kilder: ProCyclingStats Cycling Quotient |                    |                            |            |
| Etaperesultat |                    |                            |            |
| Rytter | Rytter             | Hold                       | Tid        |
| 1. | Andrea Vendrame    | Decathlon-AG2R La Mondiale | 3t 51' 05" |
| 2. | Pelayo Sánchez     | Movistar Team              | + 54"      |
| 3. | Georg Steinhauser  | EF Education-EasyPost      | + 1' 06"   |
| 4. | Jhonatan Narváez   | Ineos Grenadiers           | + 2' 27"   |
| 5. | Luke Plapp         | Team Jayco AlUla           | + 2' 27"   |
| 6. | Simone Velasco     | Astana Qazaqstan Team      | + 2' 30"   |
| 7. | Jan Tratnik        | Team Visma \| Lease a Bike | + 2' 30"   |
| 8. | Michael Valgren    | EF Education-EasyPost      | + 2' 30"   |
| 9. | Julian Alaphilippe | Soudal Quick-Step          | + 2' 32"   |
| 10. | Quinten Hermans    | Alpecin-Deceuninck         | + 3' 52"   |

### Klassement efter etapen
| \| Samlede stilling \| Samlede stilling \| Samlede stilling \| Samlede stilling \| Samlede stilling \| \| Rytter \| Rytter \| Hold \| Tid \| \| \| ---------------- \| ---------------- \| -------------------------- \| ---------------- \| ---------------- \| \| 1. \| Tadej Pogačar \| UAE Team Emirates \| 71t 24' 03" \| \| \| 2. \| Daniel Martínez \| Bora-Hansgrohe \| + 7' 42" \| \| \| 3. \| Geraint Thomas \| Ineos Grenadiers \| + 8' 04" \| \| \| 4. \| Ben O'Connor \| Decathlon-AG2R La Mondiale \| + 9' 47" \| \| \| 5. \| Antonio Tiberi \| Bahrain Victorious \| + 10' 29" \| \| \| 6. \| Thymen Arensman \| Ineos Grenadiers \| + 11' 10" \| \| \| 7. \| Romain Bardet \| Team dsm-firmenich PostNL \| + 12' 42" \| \| \| 8. \| Einer Rubio \| Movistar Team \| + 13' 33" \| \| \| 9. \| Filippo Zana \| Team Jayco AlUla \| + 13' 52" \| \| \| 10. \| Jan Hirt \| Soudal Quick-Step \| + 14' 44" \| \| |                 |                            |             |
| |                 |                            |             |
| Kilder: ProCyclingStats Cycling Quotient |                 |                            |             |
| Samlede stilling |                 |                            |             |
| Rytter | Rytter          | Hold                       | Tid         |
| 1. | Tadej Pogačar   | UAE Team Emirates          | 71t 24' 03" |
| 2. | Daniel Martínez | Bora-Hansgrohe             | + 7' 42"    |
| 3. | Geraint Thomas  | Ineos Grenadiers           | + 8' 04"    |
| 4. | Ben O'Connor    | Decathlon-AG2R La Mondiale | + 9' 47"    |
| 5. | Antonio Tiberi  | Bahrain Victorious         | + 10' 29"   |
| 6. | Thymen Arensman | Ineos Grenadiers           | + 11' 10"   |
| 7. | Romain Bardet   | Team dsm-firmenich PostNL  | + 12' 42"   |
| 8. | Einer Rubio     | Movistar Team              | + 13' 33"   |
| 9. | Filippo Zana    | Team Jayco AlUla           | + 13' 52"   |
| 10. | Jan Hirt        | Soudal Quick-Step          | + 14' 44"   |

#### Pointkonkurrencen
| Pointkonkurrence | Pointkonkurrence   | Pointkonkurrence              | Pointkonkurrence | Pointkonkurrence |
| Rytter           | Rytter             | Hold                          | Point            |                  |
| ---------------- | ------------------ | ----------------------------- | ---------------- | ---------------- |
| 1.               | Jonathan Milan     | Lidl-Trek                     | 327 point        |                  |
| 2.               | Kaden Groves       | Alpecin-Deceuninck            | 200 point        |                  |
| 3.               | Tim Merlier        | Soudal Quick-Step             | 143 point        |                  |
| 4.               | Julian Alaphilippe | Soudal Quick-Step             | 132 point        |                  |
| 5.               | Filippo Fiorelli   | VF Group-Bardiani CSF-Faizanè | 116 point        |                  |
| 6.               | Tadej Pogačar      | UAE Team Emirates             | 111 point        |                  |
| 7.               | Andrea Pietrobon   | Team Polti Kometa             | 111 point        |                  |
| 8.               | Jhonatan Narváez   | Ineos Grenadiers              | 80 point         |                  |
| 9.               | Mirco Maestri      | Team Polti Kometa             | 72 point         |                  |
| 10.              | Davide Ballerini   | Astana Qazaqstan Team         | 70 point         |                  |

#### Bjergkonkurrencen
| Bjergkonkurrence | Bjergkonkurrence        | Bjergkonkurrence              | Bjergkonkurrence | Bjergkonkurrence |
| Rytter           | Rytter                  | Hold                          | Point            |                  |
| ---------------- | ----------------------- | ----------------------------- | ---------------- | ---------------- |
| 1.               | Tadej Pogačar           | UAE Team Emirates             | 230 point        |                  |
| 2.               | Georg Steinhauser       | EF Education-EasyPost         | 153 point        |                  |
| 3.               | Giulio Pellizzari       | VF Group-Bardiani CSF-Faizanè | 148 point        |                  |
| 4.               | Nairo Quintana          | Movistar Team                 | 114 point        |                  |
| 5.               | Julian Alaphilippe      | Soudal Quick-Step             | 101 point        |                  |
| 6.               | Simon Geschke           | Cofidis                       | 78 point         |                  |
| 7.               | Daniel Martínez         | Bora-Hansgrohe                | 72 point         |                  |
| 8.               | Valentin Paret-Peintre  | Decathlon-AG2R La Mondiale    | 55 point         |                  |
| 9.               | Romain Bardet           | Team dsm-firmenich PostNL     | 47 point         |                  |
| 10.              | Amanuel Ghebreigzabhier | Lidl-Trek                     | 42 point         |                  |

#### Ungdomskonkurrencen
| Ungdomskonkurrence | Ungdomskonkurrence     | Ungdomskonkurrence         | Ungdomskonkurrence | Ungdomskonkurrence |
| Rytter             | Rytter                 | Hold                       | Tid                |                    |
| ------------------ | ---------------------- | -------------------------- | ------------------ | ------------------ |
| 1.                 | Antonio Tiberi         | Bahrain Victorious         | 70t 34' 32"        |                    |
| 2.                 | Thymen Arensman        | Ineos Grenadiers           | + 41"              |                    |
| 3.                 | Filippo Zana           | Team Jayco AlUla           | + 3' 23"           |                    |
| 4.                 | Davide Piganzoli       | Team Polti Kometa          | + 12' 09"          |                    |
| 5.                 | Valentin Paret-Peintre | Decathlon-AG2R La Mondiale | + 30' 43"          |                    |
| 6.                 | Alex Baudin            | Decathlon-AG2R La Mondiale | + 40' 14"          |                    |
| 7.                 | Giovanni Aleotti       | Bora-Hansgrohe             | + 47' 24"          |                    |
| 8.                 | Kevin Vermaerke        | Team dsm-firmenich PostNL  | + 58' 11"          |                    |
| 9.                 | Edoardo Zambanini      | Bahrain Victorious         | + 1t 03' 30"       |                    |
| 10.                | Mauri Vansevenant      | Soudal Quick-Step          | + 1t 08' 47"       |                    |

#### Holdkonkurrencen
| Holdkonkurrence | Holdkonkurrence            | Holdkonkurrence | Holdkonkurrence |
| Hold            | Hold                       | Tid             |                 |
| --------------- | -------------------------- | --------------- | --------------- |
| 1.              | Decathlon-AG2R La Mondiale | 214t 45' 20"    |                 |
| 2.              | Ineos Grenadiers           | + 19' 13"       |                 |
| 3.              | UAE Team Emirates          | + 50' 07"       |                 |
| 4.              | Bahrain Victorious         | + 1t 17' 34"    |                 |
| 5.              | Astana Qazaqstan Team      | + 1t 20' 47"    |                 |